# Рут Ела Мур
Рут Ела Мур (Коламбус, 19. мај 1903 — Роквил, 19. јул 1994) је била амерички бактериолог и микробиолог, која је 1933. постала прва афроамеричка жена којој је додељено звање доктора наука у области природних наука. Била је професор бактериологије на Универзитету Хауард. Деценију касније постављена је за шефа одељења за бактериологију, које је преименовала у одељење за микробиологију. У том периоду унапређена је у звање ванредног професора микробиологије.
Објавила је своје истраживање о туберкулози, имунологији, каријесу зуба, одговору цревних микроорганизама на антибиотике и крвним групама Афроамериканаца.
Иако постоје празнине у званичној кадровској евиденцији универзитета, верује се да је Рут Мур наставила да предаје и спроводи своја истраживања на Хауарду све до 1973. године, након чега је до 1990. године била на позицији ванредног професора емеритуса микробиологије.
Мур је такође стекла признање као модни дизајнер.

## Младост и образовање
Рут Ела Мур је рођена у Коламбусу, Охајо, у породици Маргарет Мур и Вилијама Е. Мура 19. маја 1903. године. Имала је два старија брата, Донована Л. Мура и Вилијама Е. Мура. Њена мајка је била успешна уметница. Као дипломирана на Државном колеџу уметности и дизајна Коламбус, увек је подстицала Рут да тежи факултетској дипломи и даље.
Мурова је похађала државни универзитет у Охају и на дипломском и на постдипломском образовању. Дипломирала је 1926. године и магистрирала 1927. Добила је докторат у области бактериологије 1933. на универзитету, чиме је постала прва црнкиња у Сједињеним Државама која је стекла докторат из природних наука, као и прва Афроамериканка било ког пола која је стекла докторат из бактериологије. Државни универзитет Охаја био је један од ретких универзитета у Сједињеним Државама који је у то време примао црне студенте.
Њена дисертација била је о бактерији туберкулозе Mycobacterium tuberculosis. Два дела су била насловљена „Студије о дисоцијацији Mycobacterium tuberculosis“ и „Нова метода концентрације на Tubercule Bacilli примењена на испитивање пљувачке и урина“. У то време, туберкулоза је била други највећи узрок смрти у Сједињеним Државама. Овај рад је спомињан у многим каснијим чланцима који су допринели коначној контроли болести.

## Каријера
Године 1940. постала је доцент бактериологије на Медицинском колеџу Универзитета Хауард у Вашингтону. 1952. Мурова је постала шеф одељења за бактериологију. Потом је унапређена у звање ванредног професора. Била је прва жена која је била шеф одељења на универзитету, који је историјски црначки универзитет. Мурова је променила назив одељења из одељења за бактериологију у одељење за микробиологију. Године 1957. Мурова се повукла са своје руководеће позиције у одељењу, али је наставила да предаје и спроводи истраживања о бактериологији на универзитету. Повукла се са наставе на Универзитету Хауард 1973. године и била на позицији ванредног професора емеритуса микробиологије до 1990. године. Мурова је такође била на другим позицијама на универзитету, служећи као председник одбора за стипендије и зајмове, као и председник комитета за усмеравање студената.
Током своје каријере била је члан Америчког удружења за јавно здравље и Америчког друштва за микробиологију, којем се придружила 1936. Рут Мур је била прва Афроамериканка која се придружила Америчком друштву за микробиологију. Као црнкиња, суочила се са ограничењима да присуствује састанцима Америчког друштва за микробиологију, посебно тамо где су били на снази закони Џима Кроуа, који су налагали сегрегацију у хотелима и на конференцијским местима. Рут Мур је такође била члан Америчког удружења за науку, Америчког удружења за имунолгију, Америчког удружења за микробиологију и Америчког удружења за јавно здравље.
Њено истраживање је објављено у великом броју стручних часописа и публикација, од Часописа Америчког медицинског удружења до Америчког часописа физичке антропологије. Нека од њених истраживања укључивала су значајан допринос проучавању крвних група, зубног каријеса, и реакције специфичних патогена на различите класе антибиотика.

### Истраживање крвних група
Њене публикације 1950-их биле су о крвним групама међу Афроамериканцима.
У неким од својих ранијих радова, Мурова је истраживала о дистрибуцији и разликама у крвним групама између црних и белих Американаца. Своју студију заснивала је на делима Л. и Х. Хиршфелда, Ландштајнера, Винера, Левина, Белкинса и Сона, Нила и Ханига и Метсона. Испитивања су се одвијала на Медицинском колеџу Универзитета Хауард. Универзитетско становништво укључивало је Афроамериканце из читавих Сједињених Држава. Ова разноликост је учинила њене учеснике случајним узорцима за црне Американце. Узорци крви скупљани су из прстију и користили су се макроскопски и микроскопски процеси за посматрање узорака крви који су прикупљени. Експеримент Рут Мур је подељен у три серије, прве две серије су одређивале АБО крвне групе, а трећа серија је коришћена за одређивање подгрупа АБО које су антигени МН и Рх фактор.
Током њеног истраживања она је своје резултате упоређивала са резултатима научника који су јој претходили, као што су Ландштајнер и Винер, који су открили Рх фактор у људској крви. Када је закључила свој експеримент, успела је да утврди да резултати њене МН студије нису у потпуности одговарали резултатима ранијих испитивања, али њено истраживање Рх типова јесте одговарало резултатима из ранијих испитивања. Поређење њених резултата са резултатима других експеримената сугерише да би Рх крвне групе могле бити добра полазна основа за проучавање и изградњу темеља знања о различитом расном пореклу.
Поред њене студије о Рх и МН крвним групама, она је такође открила у групи од 2496 Афроамериканаца да је њих 51,94% било у групи О, 17,32% у групи Б, само 27,3% у групи А и 3,01% у АБ. Ти подаци се слажу са ранијим експериментом у физичкој антропологији чији су резултати показали да су типови О и Б истакнутији код Афроамериканаца од других крвних група.

### Истраживање зубног каријеса
Др Мур је била једини аутор рада из 1938. под називом "Имунологија зубног каријеса", о етиолошким агенсима који доприносе настанку зубног каријеса. Чланак је објављен у The Dentoscope, публикацији Стоматолошке школе Хоуард.
Њена истраживања су показала повезаност микроба Lactobacillus acidophilus са каријесима за које је претпоставила да су подстицајни фактор. Конкретно, показало се да организам задовољава прва два правила Кохових постулата, док су друга два претходно демонстрирана ин виво. Показано је да је Lactobacillus acidophilus присутан у устима пацијената осетљивих на каријес, али је врста одсутна код пацијената без каријеса. Стога је претпоставила да пљувачка пацијената без каријеса има антибиотска својства против L. acidophilus. Сада је познато да се ова повезаност са каријесима јавља након што су се шупљине већ формирале, а не да је ова врста узрочна за њихово формирање. Она је такође претпоставила да је исхрана богата угљеним хидратима предиспонирајући фактор за формирање каријеса.
Показано је да постоји корелација између кожних реакција на инјекције Lactobacillus acidophilus филтрата и осетљивости на каријес. Ове реакције нису биле сличне онима описаним у Диковом тесту и Шиковом тесту, а оба су коришћене за откривање различитих типова биолошких токсина. Поред тога, нису идентификовани токсини из Lactobacillus acidophilus, што је навело др Мур да закључи да је вероватно објашњење алергија на бактерију. Међутим, такође је примећено да су пацијенти без каријеса такође имали кожне реакције на филтрат L. acidophilus.
Студија је такође укључила експерименте са вакцинама на деци. Укључене су вакцине са различитим фазама Lactobacillus acidophilus; неке вакцине су имале грубу фазу, неке глатку фазу, а неке су имале мешовиту фазу са обе (види Грифитов експеримент). Вакцине грубе фазе су изазвале апсцесе на месту инјекције и такође повећале титар аглутинина, док глатке вакцине нису. Вакцине мешовите фазе су такође изазвале апсцесе. Узрочник ових апсцеса није утврђен.

### Истраживање микробиома црева
Године 1963. објавила је истраживање о осетљивости цревних микроорганизама на антибиотике. Публикација из 1963. проучавала је микробе изоловане у цревима бубашваба Blaberus caniifer, изоловањем чистих култура из црева бубашваба и култивисањем на триптиказа сојином агару. Мурова је касније тестирала културе на антимикробну осетљивост и резистенцију на антибиотике тако што је на плоче ставила дискове који садрже антибиотике у различитим концентрацијама. Након инкубације, Мурова је сматрала да су бактерије осетљиве на антибиотик ако постоји зона инхибиције око диска односно отпорне на антибиотик ако око диска не постоји зона инхибиције. Поред тога, студија је истраживала да ли су антибиотици бактериостатски или бактерицидни уклањањем агара из зона инхибиције и култивисањем у хранљивом бујону. Ако су ове течне културе показале раст, закључено је да је антибиотик бактериостатичан, а ако није било раста, закључено је да је антибиотик бактерицидан. Њен рад се сматра једним од најранијих на микробиомима.

## Почасти
Верује се да је Рут Мур прва Афроамериканка која је стекла докторат на природним наукама, који је добила на Државном универзитету Охајо. Поред тога, током своје каријере добила је две почасне дипломе, докторирала књижевност на Оберлин колеџу и 1973. године докторирала филозофију на Гетисбург колеџу.
Рут Мур је добила Награду поводом стогодишњице Универзитета Охајо за истакнуте алумни (бивше студенте).
2005. године, америчка представница Еди Бернис Џонсон представила је конгресни закон којим се признаје рад Рут Еле Мур заједно са радом других научника у Сједињеним Државама.
Колеџ јавног здравља Универзитета у Охају створио је  стипендију Ела Мур прве генерације студената да би одао почаст њеном наслеђу и да би подржао предстојеће пионире у сличној области.

## Животна страст за модним дизајном
Осим што је била позната научница са страшћу за свој професионални рад, Мурова је била талентована кројачица и њена страст за модним дизајном била је очигледна током целог њеног живота. Њена мајка је делила исти таленат и интересовање.
Волела је елегантне, класичне стилове одевања и дизајнирала је сопствену одећу за већину прилика, од дневне до вечерње одеће. Њена љубав према моди дефинитивно се показала у одећи коју је носила свакодневно.
Неколико одевних предмета које је дизајнирала Мурова представљено је у радовима као што су The Sewer's Art: Quality, Fashion, and Economy 2009. године. Неке од њених најистакнутијих креација укључују дводелно одело састављено од сиво-белог сакоа и црне сукње, дугачку сомотску хаљину и хаљину од тафта која је била дугачка до пода и прекривена цвећем разних боја. Sports & Fashion има један од њених купаћих костима на изложби, али због недостатка етикета и датума из 1930-их, нико није сигуран да ли га је она направила или купила.

## Смрт
Рут Мур је преминула у 91. години 19. јула 1994. године у Роквилу у Мериленду. Њена читуља је објављена у Вашингтон посту.